# Воздуходувка
Воздуходувка или воздушная метла — механизированный садовый инструмент для сдувания опавших листьев и мелкого мусора.

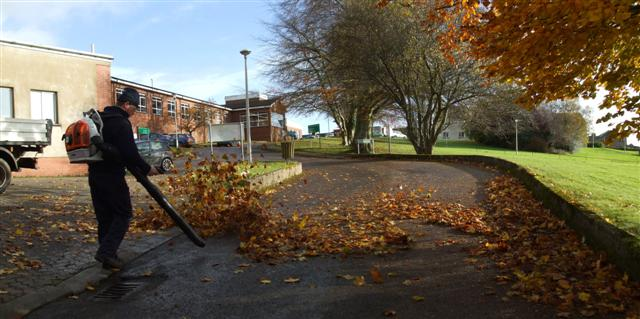
Ранцевая бензиновая воздуходувка

## Устройство
Основу воздуходувки составляет центробежный вентилятор, работающий от бензинового двухтактного или электрического (коллекторного или бесколлекторного) двигателя. Электрические воздуходувки подразделяются, соответственно, на проводные (питаются от сети переменного тока промышленной частоты) и на аккумуляторные. Воздух засасывается через центр улитки и выбрасывается через длинный патрубок (сопло), в случае ранцевого исполнения с гибким гофрированным рукавом. Таким образом создаётся мощный воздушный поток направленного действия.
Воздуходувки бывают ручными, с жёстко закреплённым патрубком, и ранцевые, с патрубком подключённым к вентилятору через гибкий шланг.

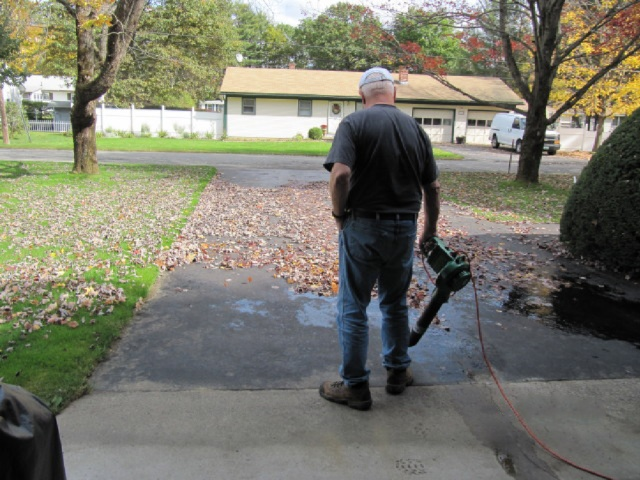
Ручная электрическая воздуходувка

## Использование
Воздуходувки используются для уборки территории. Во время работы оператор направляет патрубок воздуходувки так, что поток воздуха сдувает листья и мелкий мусор в нужном направлении. Таким образом мусор можно сметать в кучу для последующей утилизации.
Другое использование
- многие модели ручных воздуходувок могут использоваться в качестве садовых пылесосов, для сборки сухих листьев в мешок[2]
- при строительстве воздуходувки могут быть использованы для задувания утеплителя в стеновые панели[3]
- достаточно мощные воздуходувки можно использовать при создании катеров на воздушной подушке[4]
- воздуходувки используются для тушения горящей травы
- электрическую воздуходувку возможно использовать в качестве вентилятора для раздувания самодельного кузничного горна.
- возможно использование для очистки системных блоков ПК от пыли, однако более практично использовать сжатый воздух от компрессора, подаваемый через продувочный пистолет.